# Barnabás Berzsenyi
Barnabás Berzsenyi (12 de febrero de 1918-18 de junio de 1993) fue un deportista húngaro que compitió en esgrima, especialista en la modalidad de espada.
Participó en dos Juegos Olímpicos de Verano en los años 1952 y 1956, obteniendo una medalla de plata en Melbourne 1956 en la prueba por equipos. Ganó tres medallas en el Campeonato Mundial de Esgrima entre los años 1953 y 1957.

## Palmarés internacional
| Juegos Olímpicos   | Juegos Olímpicos      | Juegos Olímpicos  | Juegos Olímpicos   |
| Año                | Lugar                 | Medalla           | Prueba             |
| ------------------ | --------------------- | ----------------- | ------------------ |
| 1956               | Melbourne (Australia) | Medalla de plata  | Espada por equipos |
| Campeonato Mundial |                       |                   |                    |
| Año                | Lugar                 | Medalla           | Prueba             |
| 1953               | Bruselas (Bélgica)    | Medalla de plata  | Espada individual  |
| 1955               | Roma (Italia)         | Medalla de bronce | Espada por equipos |
| 1957               | París (Francia)       | Medalla de plata  | Espada por equipos |